# Баранов, Владимир Исаакович
Влади́мир Исаа́кович Бара́нов (21 февраля 1889, с. Нырты, Казанская губерния — 3 августа 1967, Казань) — советский ботаник, доктор биологических наук, заведующий кафедрами ботаники Пермского (1929–1932) и  Казанского университета (1933–1964). Основатель на кафедре ботаники Казанского университета нового научного направления — палеоботанического.

## Биография
Родился в с. Нырты Мамадышского уезда Казанской губернии (ныне — с. Большие Нырты Сабинского района Республики Татарстан).
В 1913 году окончил естественное отделение физико-математического факультета Казанского университета по специальности "Ботаника". Являлся учеником таких известных ботаников как А. Я. Гордягин и Б. А. Келлер. Был оставлен ассистентом на кафедре физиологии растений.
В 1918 году он поступает в аспирантуру кафедры ботаники Томского университета и уезжает из Казани. 
С 1929 по 1932 год — профессор, заведующий кафедрой ботаники Пермского университета. 
В 1929 году был избран также действительным членом Биологического НИИ (ныне ЕНИ при ПГУ). Здесь он создаёт научно-исследовательскую группу, проводит геоботаническое картографирование на Урале, в Башкирии, в Западной Сибири, Алтае.
В 1930–1931 годах по поручению Монгольской комиссии АН СССР проводил геоботанические исследования земледельческих и пастбищных угодий Западной Монголии. Результатом этих исследований явилась большая монография "Земледельческие районы на юге Кобдосского аймака Западной Монголии" (за эту работу в 1938 году ему без защиты диссертации была присуждена ученая степень доктора биологических наук). Кроме того, специально занимался систематикой монгольских берёз. Сформировал на кафедре группу молодых геоботаников — студентов, аспирантов и сотрудников экспедиции.
Осенью 1932 года, после смерти профессора Казанского университета А. Я. Гордягина, был избран профессором кафедры морфологии и систематики Казанского университета, куда и перешел в январе 1933 года, возглавив её и проработав там до конца жизни.
Похоронен в Казани на Арском кладбище.

## Научная работа
Будучи заведующим кафедрой ботаники, В. И. Баранов много и систематически работал над созданием учебных таблиц по различным курсам.
Им были нарисованы многочисленные ландшафтные картины к читаемому им курсу ботанической географии, а также создана серия картин палеоландшафтов, которые хорошо иллюстрировали курс палеоботаники.
Работая в Казанском университете, он участвует в различных экспедициях: предметом его поиска и сборов являются ископаемые остатки растений. Итогом этих экспедиций были коллекции отпечатков листьев, окаменелых древесин и других форм сохранности древних растений, которые послужили материалом для создания Палеоботанического музея на кафедре ботаники.  Восстановление облика древних растений позволило ему нарисовать палеоландшафты и учебные таблицы. Эти по сей день используются на кафедре ботаники Казанского университета при чтении ботанических и палеоботанических дисциплин, их можно увидеть на стенах университетских аудиторий.
В. И. Баранов является создателем нового научного направления — палеоботанического. Эти исследования были в основном связаны с изучением третичной (палеогеновой, неогеновой) флоры СССР. Итогом его многолетних палеоботанических исследований стала крупная работа в четырёх выпусках Учёных записок Казанского университета "Этапы развития флоры и растительности СССР в третичном периоде" (1948, 1950, 1954, 1956). Он способствовал развитию и других направлений на кафедре: бриологического, цитоэмбриологического, фитопатологического. 

## Избранные публикации
- Высокогорная тундра в юго-восточном Алтае. Юбил. сборн. Б. А. Келлера, 1931, 251–272.
- Баранов В. И. Земледельческие районы на юге Кобдосского района в Западной Монголии. Тр. Монгольск. Комисс. АН ССС , 4, 1932. 1–79.
- Баранов В. И. К символике геоботанической карты. Изв. БНИ И при ПГУ, 8, 6–8, 1933, 277–282.
- Баранов В. И., Красовский П. Н. и др. Ботанические исследования в Уральской области. Изв. БНИИ при ПГУ, 8, 6–8, 1933. 277–288.
- Баранов В. И. Березы Западной Монголии. Тр. Монгольск. Комисс. АН СССР, 14, 1934, 1–46.
- Баранов В. И. К систематике монгольских берёз. Уч. зап. Казанск. унивр., 25, 7, 1936, 180–183.
- Баранов В. И. , Смирнов М. Н. Пихтовая тайга на северных предгорьях Алтая. Пермь. 1931, 1–96.
- Баранов В. И., Поляков П. П. Геоботанические исследования в Восточном Алтае. Уч. зап. Казанск. унив., 96, 6, 1936, 3–65.
- Баранов В. И. О чём говорят песчаники Камышина и пески Ергеней. Сталинград: Облкнигоиздат, 1952.
- Баранов В. И. Новая ископаемая флора из железистых песчаников ергенинской свиты, найденная В. А. Николаевым // Изв. Казан. фил. АН СССР. Сер. геолог., вып.2. М., 1954. С. 27–36.
- Баранов В. И. К познанию палеоценовой флоры Камышина // В кн.: Академику В. Н. Сукачёву к 75-летию со дня рождения. М., Л.: Изд-во АН СССР, 1956. С. 64–69.
- Баранов В. И. Новые виды палеоценовой флоры Камышина // Уч. Зап. Казан. ун-та. Т. 116, вып. 2. Казань, 1956. С. 183-185 (в соавт. с О. М. Мокшиной).